# Карл Маус
Карл Маус (нім. Karl Mauss; нар. 17 травня 1898, Плен, Шлезвіг-Гольштейн — пом. 9 лютого 1959, Гамбург) — німецький воєначальник часів Третього Рейху, генерал танкових військ (1944) Вермахту. Один з 27 кавалерів Лицарського хреста з Дубовим листям, мечами та діамантами (1945). Доктор стоматології (1929).

## Біографія
8 серпня 1914 року поступив на службу в 162-й піхотний полк. Учасник Першої світової війни. В кінці війни закінчив авіаційну школу. В 1918 році — член фрайкору. 1 квітня 1922 року вийшов у відставку і здобув професію стоматолога. 1 вересня 1934 року знову вступив у армію і 1 жовтня призначений командиром 14-ї (протитанкової) роти 69-го мотопіхотного полку 20-ї мотопіхотної дивізії.
Учасник Польської кампанії. З 11 вересня 1939 року — командир 2-го батальйону свого полку, з яким брав участь у Французькій кампанії. Відзначився видатною хоробрістю. Першим з німецьких офіцерів досяг берегів Ла-Маншу. Учасник німецько-радянської війни в районі Білостока і Мінська. В грудні 1941 року його частина знаходилась за 18 кілометрів від Москви. З 1 березня 1942 року — командир 33-го танкового полку. В 1942 році відзначився у боях під Орлом. З 30 січня 1944 року — командир 7-ї танкової дивізії (з перервами: 2 травня — 8 вересня 1944, 1-30 листопада 1944 і 6-22 січня 1945). Успішно воював на півдні Східного фронту. В серпні 1944 року перекинутий в Литву, вів важкі оборонні бої в Прибалтиці, звідки морем евакуював дивізію в Мекленбург. Вивів дивізію з Східного фронту і 8 травня 1945 року здався американським військам. В 1947 році звільнений, відкрив свою стоматологічну практику в Гамбурзі.

## Нагороди
- Залізний хрест
  - 2-го класу (16 вересня 1915)
  - 1-го класу (21 жовтня 1916)
- Ганзейський Хрест (Любек) (22 березня 1916)
- Нагрудний знак військового пілота (Пруссія)
- Нагрудний знак «За поранення» в чорному
- Сілезький Орел 2-го ступеня
- Почесний хрест ветерана війни з мечами
- Медаль «За вислугу років у Вермахті» 4-го, 3-го і 2-го класу (18 років)
- Застібка до Залізного хреста
  - 2-го класу (28 вересня 1939)
  - 1-го класу (25 травня 1940)
- Нагрудний знак «За танкову атаку» в бронзі (24 січня 1941)
- Лицарський хрест Залізного хреста з дубовим листям, мечами і діамантами
  - лицарський хрест (26 листопада 1941)
  - дубове листя (№ 335; 24 листопада 1943)
  - мечі (№ 101; 23 жовтня 1944)
  - діаманти (№ 26; 15 квітня 1945)
- Медаль «За зимову кампанію на Сході 1941/42»
- Нагрудний знак ближнього бою в бронзі
- Нагрудний знак «За поранення» в золоті
- Тричі відзначений у Вермахтберіхт (13 березня і 15 серпня 1944, 20 лютого 1945)
- Німецький хрест в золоті (11 березня 1945)

Військова кар'єра
- 20 травня 1915 — лейтенант[1]
- 1 квітня 1922 — оберлейтенант

---
- 1 вересня 1934 — гауптман
- 1 квітня 1938 — майор
- 1 квітня 1941 — оберстлейтенант
- 1 квітня 1942 — оберст
- 1 квітня 1944 — генерал-майор
- 1 жовтня 1944 — генерал-лейтенант
- 1 квітня 1945 — генерал танкових військ